# Корма (страва)
Корма — страва, що складається з овочів або м'яса, тушкованих з вершками або йогуртом (дахі), водою чи бульйоном та спеціями для отримання густого соусу або глазурі. Походить з Індійського субконтиненту. 

## Етимологія
Англійська назва — урду qormā, означає «тушкувати». Такі страви як ghormeh (перс. قورمه) та азербайджанська qovurma або kavarma, в результаті походять від тюркського слова qawirma, що означає «смажена річ». Але індійська корма, не обов'язково пов'язана в кулінарному сенсі з сучасною турецькою кавурмою або деякими іншими стравами, які мають одне і те ж корінне слово. Названі страви використовують різноманітні техніки та інгредієнти.

## Історія
Корма своїм корінням походить від кухні маглів індійського субконтиненту. Це характерна могольська страва. Її можна простежити ще до XVI століття, до вторгнення моголів у цей регіон. Корму часто готували на придворних кухнях Моголів. Знамениту білу корму, прикрашену варком, яку, як стверджували, подавали Шах Джахану та його гостям під час відкриття Тадж-Махалу. 
Традиційно корма визначається як страва, де м'ясо або овочі тушкуються з додаванням йогурту, бульйону або вершків. Аромат корми залежить від суміші спецій, включаючи мелений коріандр і кмин, у поєднанні з йогуртом.Під час приготування температура йогура підтримується нижче температури сичугу і повільно та обережно поєднується з м'ясними соками. Техніка охоплює безліч різних стилів корма. Традиційно це було зроблено в горщику, встановленому на дуже слабкому вогні. Для забезпечення всебічного тепла вугілля знаходилось і на кришці. Корма може готуватися з баранини, козячого м'яса, яловичини, курки, або дичини. Є корми, які поєднують м'ясо та овочі, такі як шпинат та ріпа. Для деяких корм використовують термін Шахі (англ. Royal), що вказує на його статус престижної страви, а не на повсякденну їжу, а також на його зв'язок із судом.

## Підготовка

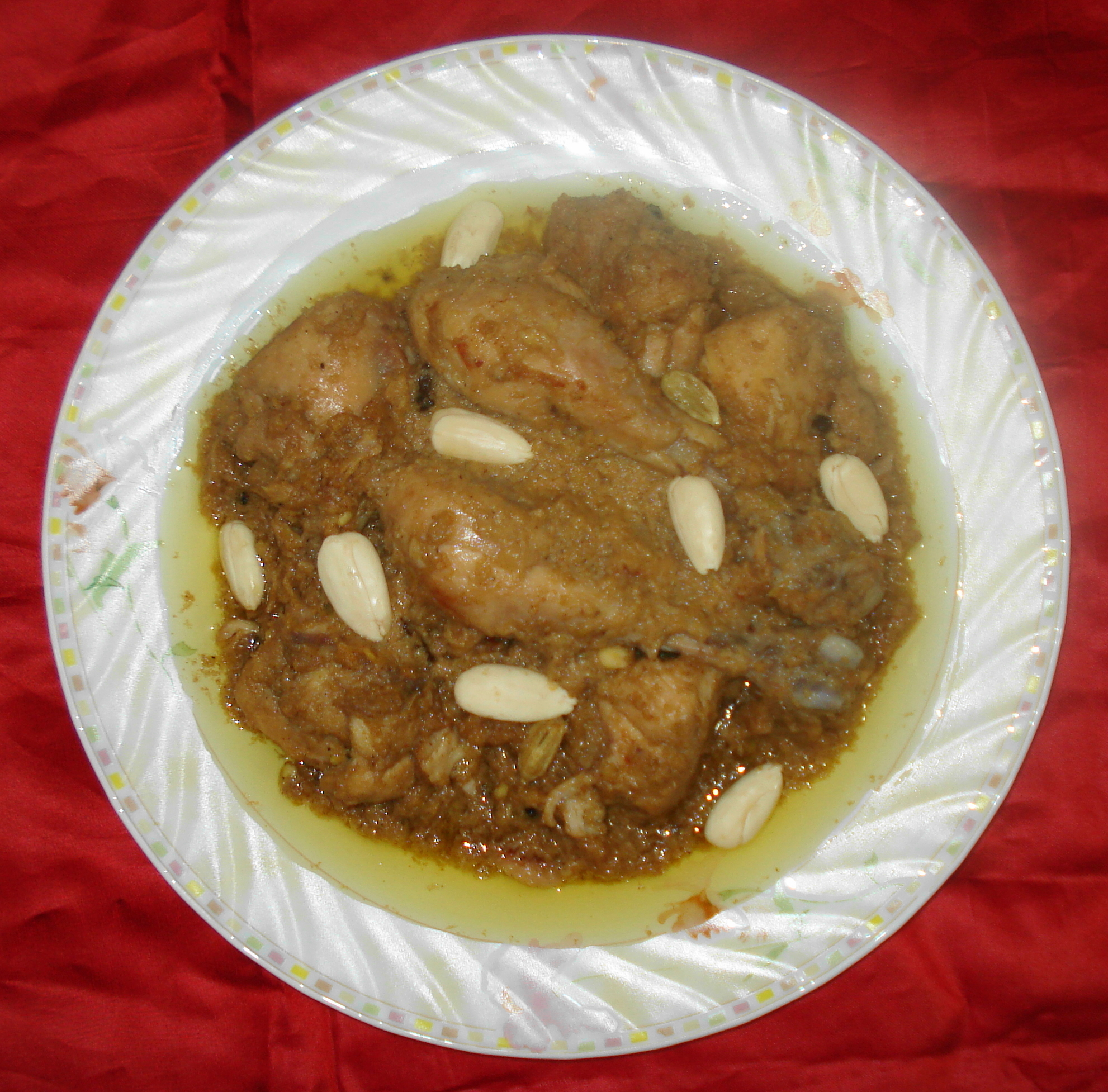
Страва з курячої корми

Спочатку м'ясо або овоч обсмажують, використовуючи сильний вогонь, а потім піддають тривалому, повільному варінню з використанням вологого тепла та мінімуму доданої рідини. Горщик може бути закритий тестом на останніх стадіях приготування, використовуючи техніку, яка називається дум або дампохтак. 
Корма може використовувати техніку, яка називається багар. Під час варіння спеції змішують з підігрітим топленим маслом, а потім поєднують їх із соусом. Потім сковорідку накривають і струшують, щоб виділити пар і змішати вміст.
Рецепти «каррі» та корми значно відрізняються. Часто використовують перець чи імбир, але точний спосіб приготування призводить до дуже різних смаків. Можна додати індійські лаврові листи або сушений кокос, які є переважно ароматизаторами Південної Індії.

## Варіації

### У Великій Британії
У Великій Британії популярна корма, яку подають з каррі, приправленої густим соусом. У ньому часто присутні горіхи, кеш'ю або мигдаль, а також кокосова олія або кокосове молоко. В опитуваннях про звички громадського харчування кілька разів куряча корма називалась найпопулярнішим каррі у Великій Британії, замінюючи курячу тікку масалу. 

### Навратан корма

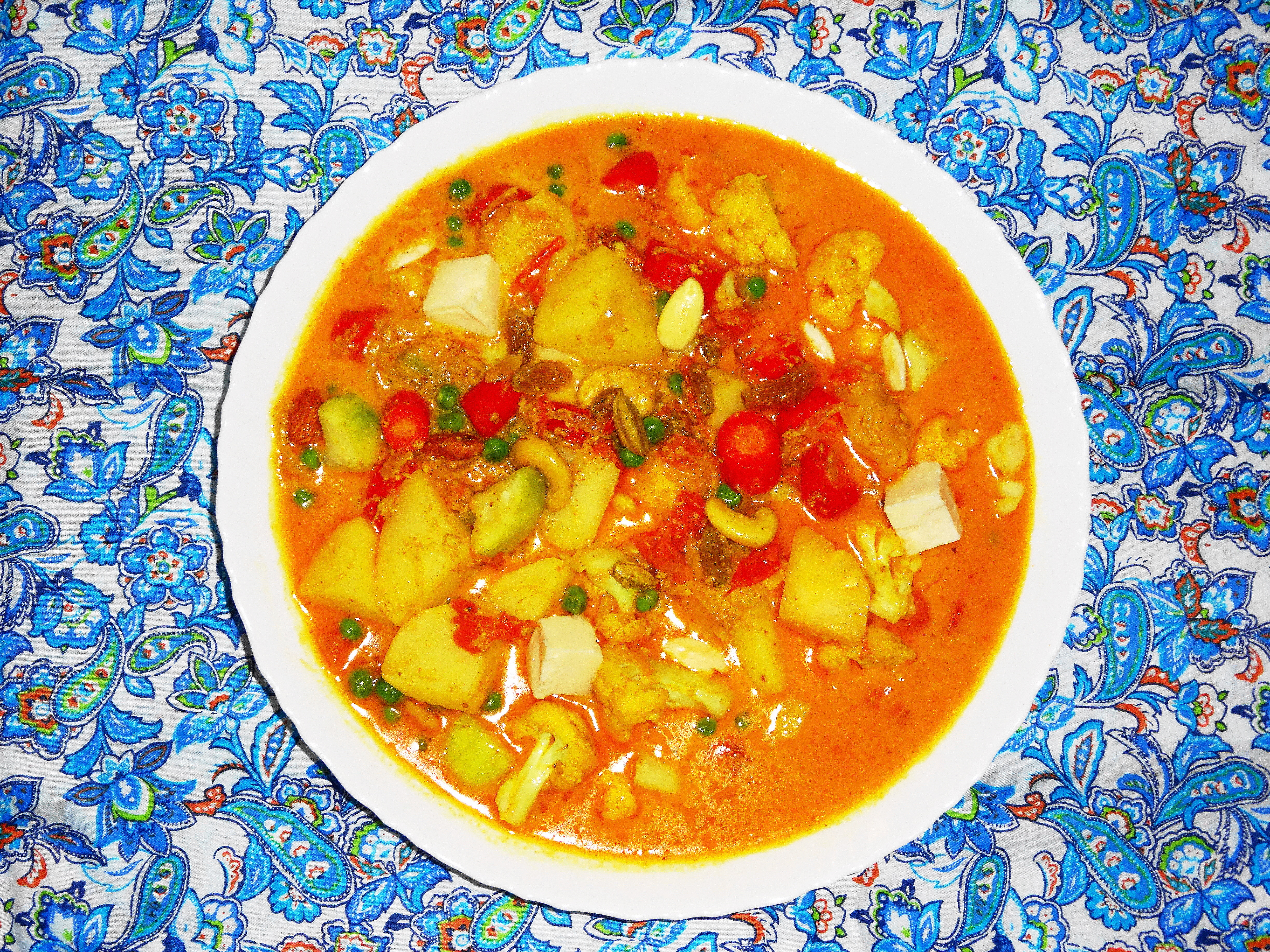
Navratan korma (кухня Великих Моголів)

Навратан корма — це вегетаріанська корма, виготовлена з овочами та або паніром (індійським сиром), або горіхам. Навратан означає «дев'ять дорогоцінних каменів», тому для рецепта, традиційно, включають дев'ять різних овочів.

### Ід-корма
У деяких районах Південної Азії корма традиційного використовується для байрам-байраму (фестивалю жертвоприношень) — страви з баранини, корови чи кози, яка тушкується в мінімальній кількості спецій або взагалі не містить їх. Аромат походить від м'яса та жиру вибраних порцій. Жировий прошарок утворює бар'єр, що допомагає запобігти псуванню м'яса і воно зберігається деякий час.